# 2116 Mtskheta
2116 Mtskheta је астероид главног астероидног појаса са пречником од приближно 19,85 .
Афел астероида је на удаљености од 2,738 астрономских јединица (АЈ) од Сунца, а перихел на 2,438 АЈ.
Ексцентрицитет орбите износи 0,058, инклинација (нагиб) орбите у односу на раван еклиптике 9,072 степени, а орбитални период износи 1521,081 дана (4,164 године).
Апсолутна магнитуда астероида је 12,10 а геометријски албедо 0,064.
Астероид је откривен 24. октобра 1976. године.